# Булла, Виктор Карлович
Виктор Карлович Булла (1 августа 1883, Санкт-Петербург — 30 октября 1938, Ленинград) — русский фотограф, фотожурналист, один из пионеров кинематографии.

## Биография
Сын знаменитого фотографа Карла Карловича Буллы. Католического вероисповедания. В 1899 году окончил Английское училище в Санкт-Петербурге. Фотографическое образование получил в Германии. Начал работать в фотоателье отца вместе с братом Александром.
Получил самостоятельную известность в 19-летнем возрасте, во время русско-японской войны, будучи прикомандирован в должности фотокорреспондента к Сибирской резервной бригаде. Фронтовые репортажи Виктора публиковались в журналах «Нива» и «Искры», и перепечатывались всеми издававшимися в то время в России газетами и журналами, часто попадая и на страницы зарубежных изданий. Виктор находился в самом центре событий, часто принимая на себя обязанности «брата милосердия», и был впоследствии награждён серебряной медалью «За храбрость» на георгиевской ленте с правом ношения на груди.
После окончания войны вернулся к работе фотокорреспондента в семейном фотоагентстве, однако вскоре увлекается кинохроникой. В одном из номеров журнала «Кинемо» появилось рекламное объявление: «Новая фабрика Буллы готовится к выпуску новинок». Это была реклама открытого им совместно с братом Александром в 1909 году товарищества «Аполлон» по производству и прокату хроникальных и видовых фильмов, где Виктор одновременно был оператором, режиссёром и директором. За два года существования товарищества, кроме официальных хроник, братьями было выпущено около 40 картин, среди которых есть уникальные, посвящённые спорту: о международных соревнованиях конькобежцев в Выборге и автопробеге С.-Петербург-Рим-С.-Петербург (вместе с братом Александром и оператором Ф. Вериго-Даровским, 1910). С 1911 товарищество «Аполлон» передало оптовый прокат и продажу фильмов кинопредприятию «Продафильм», которое занималось экранизацией произведений классической литературы. Только за год Виктор отснял более 20 короткометражек. Тогда были экранизированы драма А. Н. Островского «На бойком месте», «Синяя птица» М. Метерлинка и даже сказка «Царевна-лягушка».

С началом Первой мировой войны Виктор возобновил работу в фотографии отца, снимал революционные события 1917—1918 гг. В эти же годы продолжил работу кинооператора и принял участие в создании документального фильма о Февральской революции 1917 года («Хроника революции в Петрограде»). Динамичные и образные кадры фотографа послужили основой для режиссёров С. Эйзенштейна и М. Чиаурели при создании фильмов о революции 1917 года. 
Снимал события октябрьского восстания 1917 года, затем руководил фотографией Петроградского Совета, располагавшейся в бывшем ателье К. К. Буллы (Невский проспект, д. 54). Стал одним из создателей кино- и фотоленинианы (снимал В. И. Ленина на восьмом и девятом съездах РКП(б) в 1919—1920 годах; во время работы второго и третьего конгрессов Коминтерна, в 1920—1921 гг.). Создал фотопортреты Зиновьева, Каменева, Сталина и других советских и партийных деятелей, фактически выступая в качестве штатного фотографа Смольного.
В 1921 году совершил поездку в Баку, на нефтяные промыслы Биби-Эйбат.
В 1928 году состоялась выставка «Советская фотография за 10 лет», на которой Александр и Виктор Булла представили 30 фоторепортажей, превзойдя числом и разнообразием сюжетов остальных участников. Тогда жюри выставки присудило им почётный диплом, что считалось очень высокой наградой.
Фотографическое собрание семьи (132 683 негатива) в 1935 передал в Архив Октябрьской революции и социалистического строительства Ленинградской области.
15 июля 1938 года (по другим сведениям 23 июня 1938 года) арестован по доносу одного из сотрудников фотосалона Буллы. Известно, что допрашивали Виктора всего два раза. После первого никаких обвинений предъявить не удалось, а на втором допросе он был вынужден «сознаться» в шпионской деятельности. В 1938 году родственникам арестованного сообщили, что Виктор Булла — «враг народа». Сослан в ДВК. «Десять лет без права переписки». Впоследствии родным сообщили, что В. Булла умер от рака желудка в 1944 году в одном из дальневосточных лагерей, однако внуку Виктора Булла, Андрею Леоновичу Каминскому, удалось найти документ, согласно которому Виктор Булла был расстрелян. Репрессии в отношении Виктора и Александра, с учётом эмиграции их отца, означали запрет на упоминание фамилии всех Булла где бы то ни было. Снимки их печатались как анонимные или под другими фамилиями, вплоть до «Перестройки».
В 1958 году был посмертно реабилитирован.

## Семья
Супруга Вера Константиновна, дочь К. Т. Серебрякова; сын Юрий (1919—1941) тоже стал фотографом, работал фотокорреспондентом ленинградской пионерской газеты «Ленинские искры». В 1941 году погиб (пропал без вести) на Ленинградском фронте.
Дочь и внук Виктора Буллы, Валентина Викторовна (1921—2005) и Андрей Леонович (1948—2009) Каминские, жили в Петербурге. Андрей Леонович был полковником юстиции, заслуженным юристом РФ, заместителем начальника Главного следственного управления ГУВД Санкт-Петербурга и Ленинградской области. Правнук Виктора Буллы — Дмитрий Андреевич Каминский родился в Санкт-Петербурге в 2006 г.[значимость факта?]

## Награды
- серебряная медаль «За храбрость» на Георгиевской ленте с правом ношения на груди

## Книги с участием фотографий В. Буллы
- «Антология Советской фотографии, 1917—1940» Издательство ПЛАНЕТА, Москва 1986